# 배진교
배진교(裵晋敎, 1968년 8월 26일~)는 대한민국의 정치인으로, 대한민국 21대 국회의원이다. 제10대 인천광역시 남동구청장(민선 5기, 2010~2014)을 지냈다.

## 생애
2002년 민주노동당에 입당하였으며 2003년부터 2004년까지 민주노동당 남동구위원회 위원장을 지냈다.
2004년 제17대 국회의원 선거에서 민주노동당 후보로 남동구 을에 출마했으나 열린우리당 이호웅후보에 밀려 낙선했다. 
2006년 제4회 전국동시지방선거에서 민주노동당 후보로 인천광역시 남동구청장 선거에 출마하였으나 한나라당 윤태진 후보에 밀려 낙선하였다. 
2008년 제18대 국회의원 선거에서 민주노동당 후보로 인천광역시 남동구 을에 출마하였으나 한나라당 조전혁 후보에 밀려 낙선하였다. 낙선 이후 민주노동당 인천광역시당 부위원장으로 임명되었다. 
2010년 제5회 전국동시지방선거에서 야권 단일 후보로 결정되어 민주노동당 후보로 인천광역시 남동구청장 선거에 출마하여 당선되었다.
2012년 통합진보당 지도부와의 갈등으로 2012년 9월 7일 통합진보당을 탈당하고 진보정의당에 입당하였다.
2014년 제6회 전국동시지방선거에서 정의당 후보로 인천광역시 남동구청장 선거에 출마하였으나 새누리당 장석현 후보에 밀려 낙선하였다. 남동구청장 낙선 이후 인천시광역시 교육청 개방형 감사관으로 근무하였다. 
2018년 제7회 전국동시지방선거에서 정의당 후보로 인천광역시 남동구청장 선거에 출마하였으나 더불어민주당 이강호 후보에 밀려 낙선하였다.
2020년 대한민국 제21대 국회의원 선거에서 정의당 비례대표 경선에 참여하여 순번 4번을 할당받아 정의당 비례대표 국회의원으로 당선되었다.

## 학력
- 관악고등학교 졸업
- 인천대학교 토목공학 중퇴
- 한국방송통신대학교 행정학 학사
- 인천대학교 대학원 행정학 석사 수료

## 경력
- 인천대공원 유료화반대대책위원회 위원장
- 남동구 시민사회단체연대회의 상임대표
- 평화와참여로가는인천연대 남동지부 지부장
- 천주교 인천교구 성지개발후원회 특별고문
- 2010. 6. 2. 제5회 전국동시지방선거 당선(민선 5기, 인천광역시 남동구청장, 민주노동당, 초선)
- 2010. 7.~2014. 6. 제10대 인천광역시 남동구청장(민선 5기, 민주노동당→통합진보당→무소속→진보정의당→정의당, 초선)
- 목민관클럽 운영위원
- 남동이행복한재단 이사장
- 2014. 9.~2016. 1. 인천광역시 교육청 감사관
- 2017. 4.~2017. 5. 제19대 대통령 선거 정의당 심상정 대통령 후보 대변인
- 2019: 노회찬 국회의원 인천추모음악회 준비위원장
- 2019. 7.~2025.1. 정의당 인천광역시당 남동구 지역위원회 위원장
- 2020. 4. 10. 대한민국 제21대 국회의원 선거 당선(비례대표, 정의당, 초선)
- 2020. 5.~2020. 9. 정의당 원내대표
- 2020. 6.~2020. 10. 정의당 민생본부장
- 2021. 5.~2022. 5. 정의당 원내대표
- 2023. 5.~2024. 2. 정의당 원내대표
- 2023. 11.~2023. 11. 정의당 당대표 권한대행
- ~2024. 7. 정의당 탈당
- 2025. 1.~ 더불어민주당 입당
- 2025. 2.~2025. 7. 더불어민주당 이재명 당대표 민생특보
- 2025. 7.~ 대통령비서실 경청통합수석비서관실 국민경청비서관

### 의정 활동
- 2020. 5. 30.~2024. 5. 29. 제21대 국회의원(비례대표, 정의당, 초선)
  - 2020. 6.~2022. 5. 제21대 국회 전반기 정무위원회 위원
  - 2020. 6.~2020. 9. 제21대 국회 전반기 운영위원회 위원
  - 2020. 8.~2020. 9. 제21대 국회 대법관(이흥구) 임명동의에 관한 인사청문특별위원회 위원
  - 2021. 5.~2022. 5. 제21대 국회 전반기 국회운영위원회 위원
  - 2022. 4.~2022. 7. 제21대 국회 언론미디어제도개선 특별위원회 위원
  - 2022. 4.~2022. 5. 제21대 국회 국무총리(한덕수) 임명동의에 관한 인사청문특별위원회 위원
  - 2022. 7.~2024. 5. 제21대 국회 후반기 국방위원회 위원
  - 2022. 7.~2023. 5. 제21대 국회 후반기 예산결산특별위원회 위원
  - 2023. 5.~2024. 5. 제21대 국회 후반기 국회운영위원회 위원

## 전과
- 폭력행위등처벌에관한법률위반, 화염병사용등의처벌에관한법률위반: 징역 1년 - 1990년 6월 20일 선고[3]

## 역대 선거 결과
|  | 9.31% |

|  | 13.09% |

|  | 18.50% |

|  | 11.67% |

|  | 54.98% |

|  | 49.71% |

|  | 22.02% |

|  | 9.67% |

## 소속 정당
| 소속 정당 | 소속 정당    | 소속 기간 | 비고      |
| --------- | ------------ | --------- | --------- |
|           | 민주노동당   | 2003~2011 | 정계 입문 |
|           | 통합진보당   | 2011~2012 | 합당      |
|           | 무소속       | 2012      | 탈당      |
|           | 진보정의당   | 2012~2013 | 창당      |
|           | 정의당       | 2013~2024 | 당명 변경 |
|           | 녹색정의당   | 2024      | 당명 변경 |
|           | 정의당       | 2024      | 당명 변경 |
|           | 무소속       | 2024~2025 | 탈당      |
|           | 더불어민주당 | 2025      | 입당      |
|           | 무소속       | 2025~현재 | 탈당      |

## 같이 보기
- 남동구청장
- 대한민국 제21대 국회의원 선거 정의당 후보 목록#비례대표